# Рятування дітей у печері в Таїланді

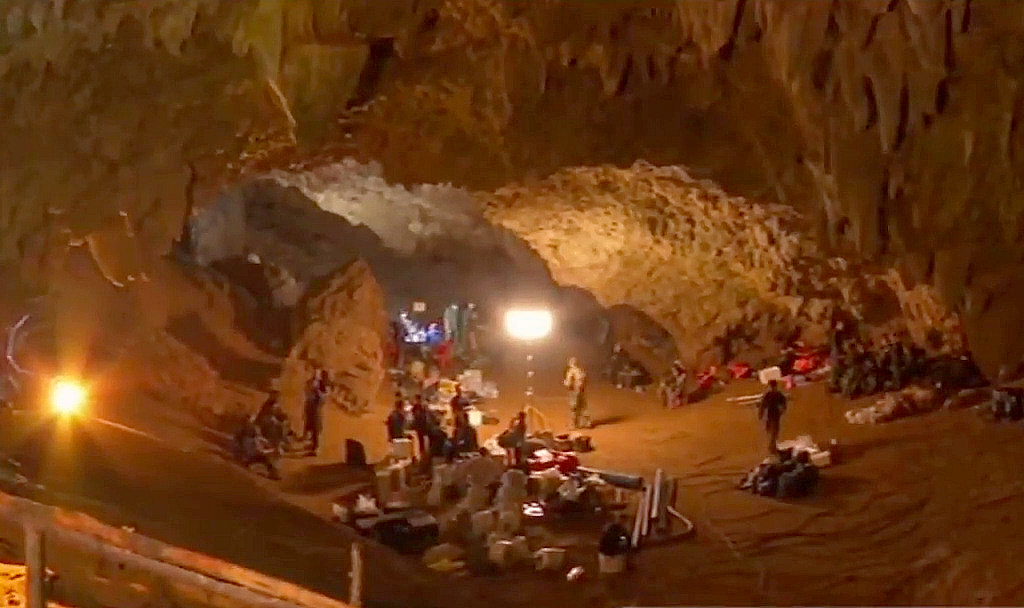
Рятувальники і обладнання біля головного входу у печеру

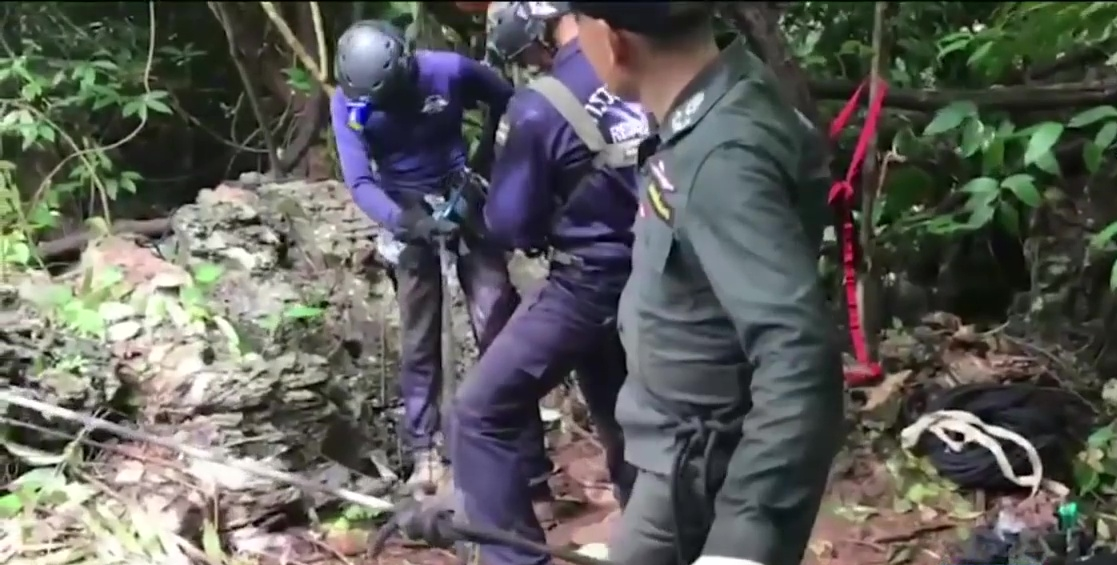
Поліція досліджує схил над печерою

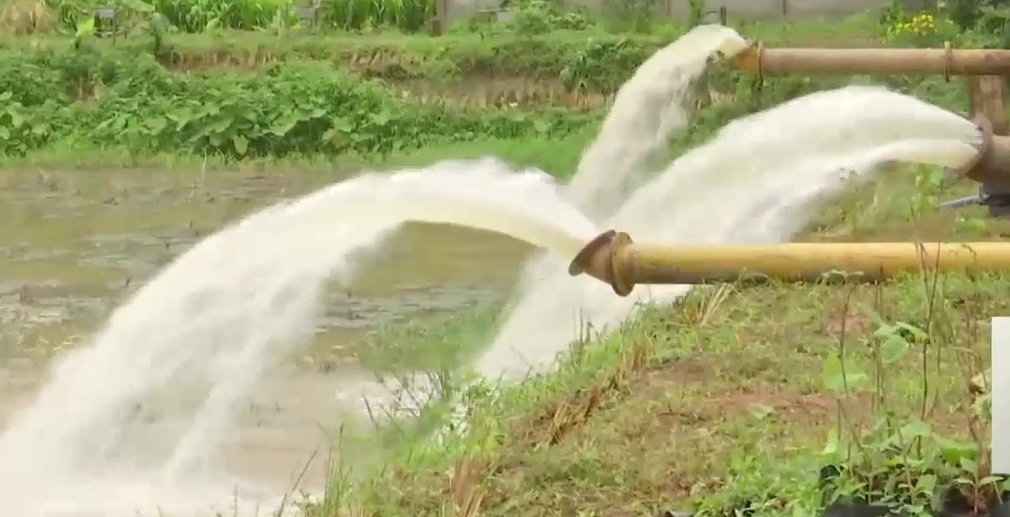
Відкачування води з печери

Рятування дітей у печері в Таїланді — операція з порятунку дітей та їх тренера з молодіжної футбольної команди із затопленої дощами печери Тхамлуангнангнон у Таїланді неподалік міста Чіанграй у липні 2018 року. Порятунок було завершено 10 липня. Всіх було врятовано.

## Перебіг подій

### Пошук
23 червня 2018 року на півночі Таїланду зникла група з 12 футболістів місцевої юнацької команди віком від 12 до 16 років разом із їх 25-річним тренером. Деякі речі членів команди було знайдено біля входу в печеру Тхамлуангнангнон, яка має довжину понад 10 кілометрів. Це дозволило припустити, що група перебуває у печері. Спробам пошуку завадила вода, яка затопила окремі галереї печери, перекривши доступ углиб. В умовах інтенсивного висвітлення подій у ЗМІ операція з пошуку і порятунку дітей набула державної та міжнародної підтримки. До операції долучились дайвери, зокрема з Великої Британії та України.
Як виявилось згодом, команда заблукала у печері у той час, як почалася злива, яка затопила дорогу до виходу.

### 2-5 липня
2 липня 2018 року, через дев'ять діб після зникнення, британські водолази подолали вузькі проходи та мулові води й виявили 13 зниклих людей живими приблизно за 4 кілометри від входу в печеру, на піднесеному камені. Згодом дітям доставили медикаменти, харчі, ліхтарі та ковдри. Шлях туди й назад потребував близько 11 годин. Найскладніше місце маршруту — приблизно на середині шляху, прохід там такий вузький, що дайверам доводиться знімати з себе балони, аби протиснутися.
Для порятунку дітей одночасно здійснювалися спроби відкачування води та пробиття тунелю, але, загалом, вони були малоефективними.
Міністр внутрішніх справ країни наголосив на необхідності термінової евакуації, зважаючи, що найближчими днями прогнозувалися нові дощі та наближався сезон мусонів. 
Потерпілим треба було або навчитися пірнати з аквалангами, або зачекати кілька місяців до завершення сезону мусонів, щоб повінь відступила.
Станом на 5-те липня вдалося відкачати близько 40% води. Проте відкачування уповільнювалося водою, яка прибувала.

### 6 липня
На 6 липня в рятувальній операції брало участь близько тисячі людей. Допомогу запропонував Ілон Маск, який планував відрядити інженерів SpaceX до місця трагедії.
У галереї, де перебували постраждалі, бракувало кисню, це намагалися компенсувати доставкою балонів із киснем. На шляху до виходу від нестачі повітря загинув один з тайських військових водолазів, який долучився до операції як волонтер.

### 8 липня
8 липня о 10-й годині за місцевим часом було розпочато операцію з виведення постраждалих із печери за допомогою аквалангів. Із зони проведення операції було наказано відвести ЗМІ, родичів постраждалих і весь неосновний персонал. 13 водолазів з числа військових та волонтерів, по одному на кожного постраждалого, попрямували в печеру. Термін проведення операції вважався оптимальним з погляду погодних умов і стану постраждалих.
О 19:00 було повідомлено, що врятовано 2-х хлопців. Їх доставили до шпиталю Chiangrai Prachanukroh Hospital. Незабаром повідомили про врятування ще 2 хлопців, їм також надали медичну допомогу.

### 10 липня
10 липня операція з порятунку дітей та їх тренера була успішно завершена. Над порятунком дітей працювала команда з 90 професійних дайверів — 40 тайських і 50 закордонних.